# Filadelfo Insolera
Filadelfo Insolera (Lentini, 29 febbraio 1880 – Milano, 1º ottobre 1955) è stato un matematico e statistico italiano.

## Biografia
Dopo aver frequentato il R. Istituto Tecnico (sezione fisico-matematica) di Catania, si iscrisse all'Università di Roma dove si laureò in matematica nel 1902 con Vito Volterra e Guido Castelnuovo. Subito dopo, fu assistente di Tullio Bagni alla cattedra di matematica finanziaria della stessa università, che lo introdusse alle scienze attuariali. Nel 1914, vinse il concorso per la prima cattedra di matematica finanziaria bandita dall'Università di Torino, dove rimase fino al pensionamento, avvenuto nel 1950, dopodiché ritornò a Roma. A Torino, diresse il R. Istituto Superiore di Scienze economiche e commerciali dell'Università, dal 1927 al 1930, e alla sua cattedra gli successe Fernando Giaccardi, suo allievo ed assistente.
Nel 1919 fondò, assieme a Salvatore Ortu Carboni, il Giornale di matematica finanziaria, che diresse fino alla morte prematura, avvenuta a Milano il 1º ottobre 1955 mentre presiedeva una commissione esaminatrice scolastica.
Fondò pure, nel 1928, l'Istituto Italiano degli Attuari. Fu membro di diverse società ed istituzioni scientifiche.
La sua attività scientifica si svolse prevalentemente nell'ambito delle scienze attuariali, in particolare in matematica finanziaria, cui diede originali contributi tali da poterlo considerare come uno dei maggiori studiosi italiani di questa materia, scrivendo i primi trattati italiani sull'argomento e su discipline collegate.
Era padre dell'architetto e urbanista Italo Insolera e del divulgatore scientifico Delfino Insolera.

## Opere principali
- Elementi di matematica finanziaria ed attuariale, Tip. S. Lattes, Torino, 1916 (con successive edizioni).
- Lezioni di statistica metodologica, F.lli Treves, Torino, 1921.
- Corso di matematica finanziaria, Tip. S. Lattes, Torino, 1923 (con successive edizioni).
- Complementi di matematica generale, G. Giappichelli, Torino, 1946.
- Trattato di scienza attuariale, 3 voll., G. Einaudi editore, Torino, 1947-50.